# Carboquímica
Carboquímica é o ramo da química que estuda a transformação de carvões (hulha, antracite, linhite, grafite e vegetal) em produtos úteis e matérias-primas. Os processos que são usados em carboquímica incluem processos de desgaseificação, como carbonização e coqueificação, processos de gaseificação e processos de liquefação.

## História
O início da carboquímica remonta ao século XVI. Naquela época, grandes quantidades de carvão eram necessárias para a fundição de minérios de ferro. Como a produção de carvão vegetal exigia grandes quantidades de madeira de regeneração lenta, o uso do carvão foi estudado. O uso de carvão puro era difícil devido à quantidade de subprodutos líquidos e sólidos que eram gerados. Para melhorar o manuseio o carvão foi inicialmente tratado como madeira em fornos para produção de coque.
Por volta de 1684, John Clayton descobriu que o gás de cidade gerado a partir do carvão era combustível. Ele descreveu sua descoberta na Philosophical Transactions of the Royal Society.